# Hexamolybdän
Hexamolybdän ist ein sehr selten vorkommendes Mineral aus der Mineralklasse der „Elemente (einschließlich natürliche Legierungen, intermetallische Verbindungen, Carbide, Nitride, Phosphide und Silicide)“ mit der chemischen Zusammensetzung (Mo,Ru,Fe,Ir,Os) und ist damit chemisch gesehen eine natürliche Legierung aus Molybdän, Ruthenium, Eisen, Iridium und Osmium, wobei der Molybdänanteil überwiegt.
Hexamolybdän kristallisiert im hexagonalen Kristallsystem, konnte jedoch bisher nur in Form von mikrokristallinen, idiomorphen Körnern bis etwa 1,2 μm Größe oder als Einschlüsse in anderen Mineralien gefunden werden.

## Etymologie und Geschichte
Erstmals entdeckt wurde Hexamolybdän zusammen mit Allendeit 2007 im Allende-Meteorit, der 1969 über Mexiko niederging und zum Teil bei Pueblito de Allende im Bundesstaat Chihuahua einschlug. Beschrieben wurde das Mineral durch Chi Ma, John R. Beckett und George R. Rossman, die es nach seiner hexagonalen Symmetrie und dem Hauptbestandteil Molybdän benannten. Die Mineralbeschreibung und der gewählte Name wurden zur Prüfung bei der International Mineralogical Association (IMA) eingereicht (interne Register-Nr. 2007-029). Diese erkannte das Mineral noch im selben Jahr als eigenständig an. Die Publikation der Neuentdeckung folgte 2009 in der 40. „Lunar and Planetary Science Conference“ und 2014 im Wissenschaftsmagazin American Mineralogist.
Typmaterial, das heißt Mineralproben aus der Typlokalität werden im National Museum of Natural History in Washington, D.C. (USA) unter den Katalog-Nr. USNM 3509HC12 und 7590 aufbewahrt.

## Klassifikation
Da Hexamolybdän erst 2007 entdeckt und als eigenständiges Mineral anerkannt wurde, ist er in der seit 2001 veralteten Systematik der Minerale nach Strunz (8. Auflage) nicht aufgeführt.
Die seit 2001 gültige und von der International Mineralogical Association (IMA) verwendete 9. Auflage der Strunz’schen Mineralsystematik ordnet den Hexamolybdän ebenfalls in die Abteilung der „Metalle und intermetallische Verbindungen“ ein. Diese ist allerdings weiter unterteilt nach den in der Verbindung vorherrschenden Metallen, die entsprechend ihrer verwandten Eigenschaften in Metallfamilien eingeteilt wurden. Hexamolybdän ist hier entsprechend seiner Zusammensetzung in der Unterabteilung „Zink-Messing-Familie“ zu finden ist, wo er zusammen mit Cadmium, Titan und Zink die „Zink-Gruppe“ mit der System-Nr. 1.AB.05 bildet.
Auch die vorwiegend im englischen Sprachraum gebräuchliche Systematik der Minerale nach Dana ordnet den Hexamolybdän in die Klasse und dort in die gleichnamige Abteilung der „Elemente“ ein. Hier ist er zusammen mit Osmium, Ruthenium, Rutheniridosmin, Hexaferrum und Garutiit in der „Osmiumgruppe (Raumgruppe P63/mmc)“ mit der System-Nr. 01.02.02 innerhalb der Unterabteilung „Elemente: Platingruppenmetalle und -legierungen“ zu finden.

## Kristallstruktur
Hexamolybdän kristallisiert hexagonal in der Raumgruppe P63/mmc (Raumgruppen-Nr. 194) mit den Gitterparametern a = 2,7506 Å und c = 4,4318 Å sowie zwei Formeleinheiten pro Elementarzelle.

## Bildung und Fundorte
In seiner Typlokalität, dem Allende-Meteoriten, bildeten sich die Hexamolybdän-Körner in einem eiförmigen, extrem feuerfesten Einschluss und traten dort mit Perowskit, verschiedenen Os-Ir-Mo-W-Legierungen und Sc-stabilisiertem Tazheranit vergesellschaftet auf.
Als weitere Meteoriten-Fundorte für Hexamolybdän sind bisher (Stand 2017) nur noch der 1969 im australischen Bundesstaat Victoria niedergegangene Meteorit Murchison und der 2003 in Nordwestafrika gefundene Kohlige Chondrit der Klasse CV3 NWA 1934 bekannt.
Daneben fand man das Mineral noch in einer Schwermineral-Seife an der Donau nahe Straubing in Bayern, Deutschland.